# Putativnotwehrexzess
Putativnotwehrexzess ist ein terminus technicus des deutschen Strafrechts.
Der Putativnotwehrexzess geht begrifflich davon aus, dass eine irrige Annahme des Täters von einer Notwehrlage besteht, worauf das Adjektiv „putativ“ hindeutet (von lateinisch putare, „glauben, meinen“). In dieser vermeintlichen Notwehrlage verteidigt sich der Täter aus Verwirrung, Furcht oder Schrecken im Sinne des § 33 StGB zudem intensiver als durch Notwehr erforderlich wäre (sogenannter Notwehrexzess).
Die strafrechtliche Einschätzung des Putativnotwehrexzesses ist in der Rechtswissenschaft umstritten. Die herrschende Meinung verweist hierbei auf die Regeln des indirekten Verbotsirrtums (§ 17 StGB), wobei dessen Vermeidbarkeit zu überprüfen ist. Da § 33 StGB auch auf dem Gedanken der objektiven Unrechtsminderung beruht und einen tatsächlichen Angriff voraussetzt, wird eine Anwendung mehrheitlich abgelehnt. Andere Ansichten vertreten eine analoge Anwendung des § 33 StGB oder des § 35 Abs. 2 StGB, welcher die Schuldfrage ähnlich zu § 17 StGB behandelt.